# فرودگاه بین‌المللی هانتسویل
فرودگاه بین‌المللی هانتسویل (به انگلیسی: Huntsville International Airport) (به زبان بومی: Carl T. Jones Field) یک فرودگاه همگانی بهره‌برداری هوایی با کد یاتا HSV است که یک باند فرود آسفالت دارد و طول باند آن ۳۰۵۰ متر است. این فرودگاه در کشور ایالات متحده آمریکا قرار دارد و در ارتفاع ۱۹۲ متری از سطح دریا واقع شده‌است.

## شرکت‌های هواپیمایی و مقصدهای پروازی
Huntsville International Airport is served by four airlines representing the three international اتحادیه هواپیمایی. Some service is flown by the regional affiliates of these airlines via code sharing agreements. Seven هواپیمایی باریs serve the airport; two of them (Cargolux from Luxembourg and Panalpina from Switzerland) foreign ones. Cargolux and Panalpina are both all-Boeing 747 operators; thus they fly the large aircraft to Huntsville International Airport

### مسافری
| شرکت‌های هواپیمایی                             | مقصدهای پروازی                                                        |
| --------------------------------------------- | --------------------------------------------------------------------- |
| امریکن ایگل                                   | شارلوت داگلاس، اوهر شیکاگو، دالاس-فورت ورث، ملی رونالد ریگان واشینگتن |
| دلتا ایرلاینز                                 | هارتسفیلد-جکسون آتلانتا                                               |
| دلتا کانکشن                                   | هارتسفیلد-جکسون آتلانتا، متروپولیتن شهرستان وین دیترویت               |
| GLO Airlines اجرا توسط کورپوریت فلایت منیچمنت | فصلی: لوئیز آرمسترانگ نیو اورلنان                                     |
| یونایتد اکسپرس                                | اوهر شیکاگو، دنور، جرج بوش، دالس واشینگتن                             |

### باری
| شرکت‌های هواپیمایی                      | مقصدهای پروازی                                           |
| -------------------------------------- | -------------------------------------------------------- |
| Ameriflight                            | لوئیویل                                                  |
| اطلس ایر                               | تد استیونز انکوریج، هنگ کنگ، لوگزامبورگ - فیندل، جرج بوش |
| کارگولوکس                              | هارتسفیلد-جکسون آتلانتا، لوگزامبورگ - فیندل              |
| فدکس اکسپرس                            | ممفیس                                                    |
| فدکس اکسپرس اجرا توسط مانتین ایر کارگو | ممفیس                                                    |
| Panalpina                              | استانستد لندن، لوگزامبورگ - فیندل                        |
| یوپی‌اس ایرلاینز                        | لوئیویل                                                  |